# District de Kawanuma
Le district de Kawanuma (河沼郡, Kawanuma-gun) est un district de la préfecture de Fukushima au Japon.
Au 1er octobre 2014, sa population était de 23 231 habitants pour une superficie de 284,08 km2.

## Communes du district
- Bourgs :
  - Aizubange
  - Yanaizu
- Village :
  - Yugawa